# Макаровский район (Саратовская область)
Макаровский райо́н — упразднённая административно-территориальная единица в Саратовской области, существовавшая в 1935—1958 годах. Административный центр — село Макарово.

## История
Постановлением ВЦИК от 18 января 1935 года в связи с утверждением новой сети районов Саратовского края в составе края образован Макаровский район с центром в селе Макарово. В состав района вошли части территорий Тамалинского и Турковского районов Саратовского края. В середине марта 1935 года состоялся первый районный съезд Советов, на котором был укомплектован штат исполкома райсовета. С 1935 по 3 октября 1958 года в Макаровском районе выходила газета «Хопёрская правда» — орган Макаровского райкома ВКП(б) (КПСС) и районного Совета депутатов трудящихся.
5 декабря 1936 года Саратовский край в связи с выходом из его состава АССР немцев Поволжья был преобразован в Саратовскую область.
6 января 1954 года район вошёл в состав вновь образованной Балашовской области. 19 ноября 1957 года область была упразднена, и район вернулся в состав Саратовской области.
30 сентября 1958 года Указом Президиума Верховного Совета РСФСР Макаровский район был упразднён, а его территория вошла в состав Турковского района.
Решением исполкома Саратовской области от 5 марта 1964 года территория бывшего Макаровского района была передана во вновь образованный Ртищевский район.

## Административное деление
В 1940 году в состав района входило 20 сельских советов:
| - Андреевский, - Бельщинский, - Бороно-Михайловский, - Васильевский, - Дмитриевский, - Евсюковский, - Колычевский, | - Красавско-Двориковский, - Крутцовский, - Львовский, - Макаровский, - Михайловский, - Ольгинский, - Отрадинский, | - Перевесинский, - Репьевский, - Сальниковский, - Северский, - Старо-Гривский, - Холуденовский |